# بیدکرز
بیدکرز، روستایی از توابع بخش ماهورمیلاتی شهرستان ممسنی در استان فارس ایران است       

## جمعیت
این روستا در دهستان میشان قرار دارد و براساس سرشماری مرکز آمار ایران در سال ۱۳۸۵، جمعیت آن ۴۶۳ نفر (۱۰۳خانوار) بوده‌است.